# Самый ценный игрок женской НБА
Приз самому ценному игроку женской национальной баскетбольной ассоциации (англ. Women's National Basketball Association Most Valuable Player Award) вручается ежегодно, с самого первого сезона ассоциации (1997). Обладательница приза определяется путём голосования, которое проводится сразу после завершения сезона среди группы американских спортивных журналистов и телеведущих. Каждый из голосующих называет пятёрку лучших игроков сезона, за первое место баскетболистка получает 10 баллов, за второе — 7, за третье — 5, за четвёртое — 3 и 1 балл за пятое. Победительницей становится баскетболистка, набравшая в результате наибольшее количество баллов.
В 2008 году болельщики получили возможность повлиять на результаты голосования, выбрав пятёрку лучших на сайте ассоциации. В результате победительница определялась на 25% голосованием болельщиков и на 75% традиционным голосованием журналистов и ведущих.
Лиза Лесли, Шерил Свупс, Лорен Джексон и Эйжа Уилсон выигрывали эту награду по три раза, а Синтия Купер, Кэндис Паркер, Елена Делле Донн и Брианна Стюарт — по два. Всего лишь два иностранных игрока признавались лауреатами данной номинации: Лорен Джексон из Австралии и Джонквел Джонс с Багамских Островов. В 2001 году Лесли установила феноменальное достижение, которое пока что повторить никому не удавалось, выиграв три титула MVP в одном сезоне. Она стала обладательницей не только данного трофея, но и признавалась самым ценным игроком финальной серии и матча всех звёзд ЖНБА. А в сезоне 2008 года Кэндис Паркер стала первой баскетболисткой, которой удалось получить этот приз в дебютном сезоне. Игроки «Лос-Анджелес Спаркс» выигрывали эту номинацию шесть раз, а баскетболистки «Хьюстон Кометс» — пять. Действующим обладателем этого трофея является Эйжа Уилсон из «Лас-Вегас Эйсес».

## Легенда к списку
| ^                      | Игроки, выступающие в женской НБА по сей день      |
| *                      | Игроки, избранные в Зал славы баскетбола           |
| Игрок (жирным шрифтом) | Игроки, выигравшие в этом сезоне чемпионский титул |
| Игрок или команда (X)  | Количество побед в номинации игроком или командой  |

## Обладатели награды

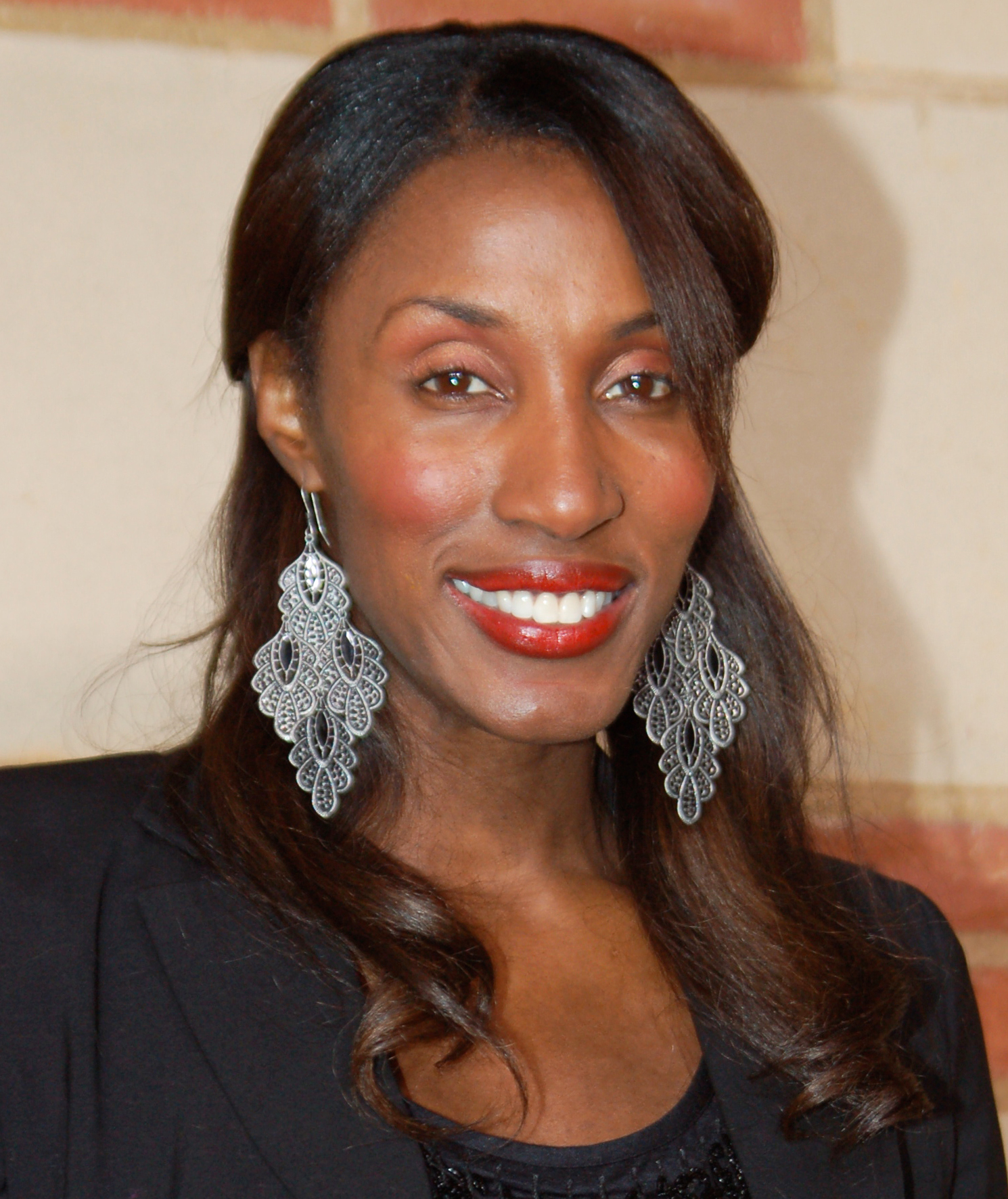
Лиза Лесли три раза выигрывала почётный трофей

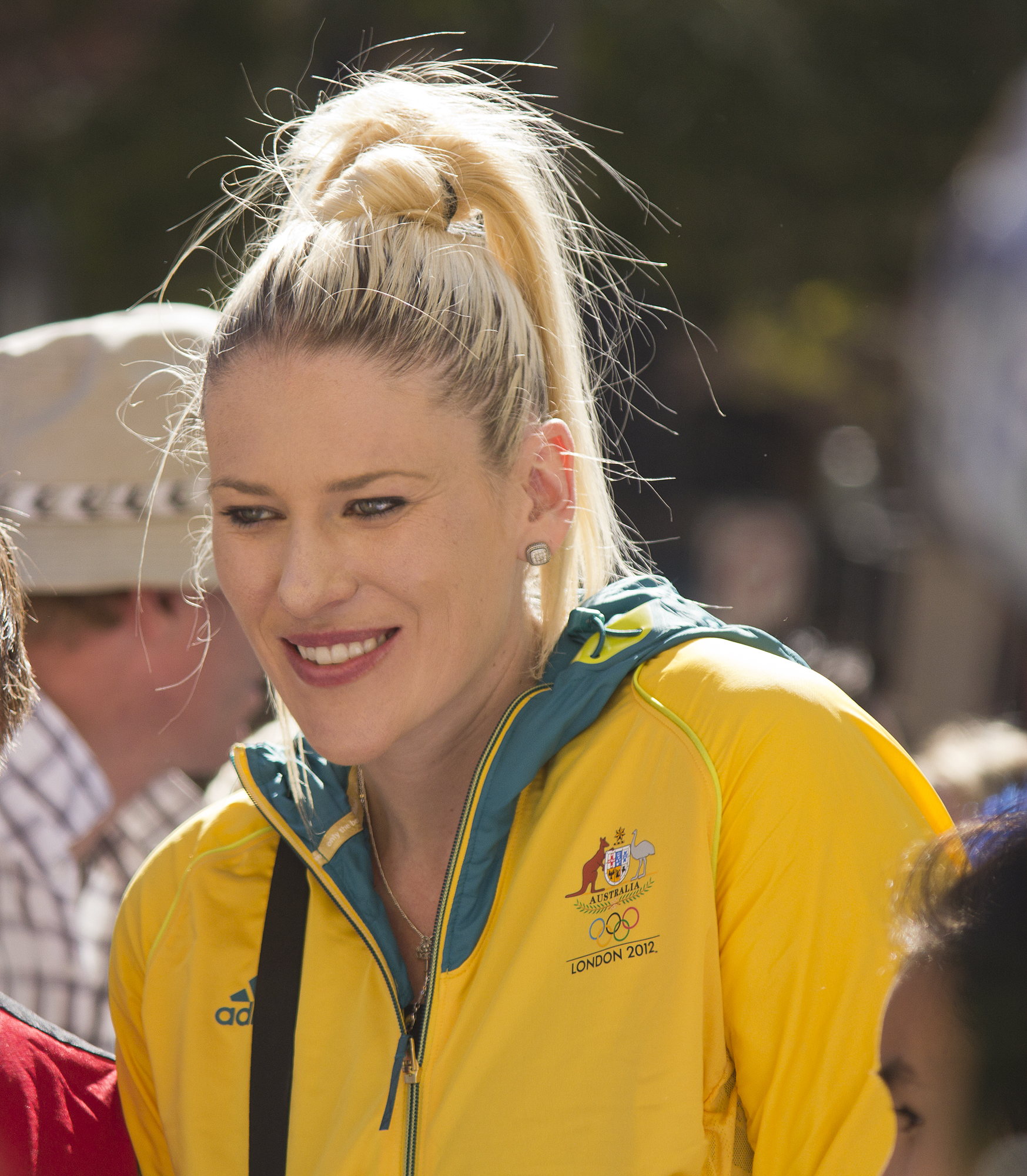
Лорен Джексон также трижды выигрывала эту награду

| Сезон | Игрок                | Национальность    | Позиция             | Команда                 | Ссылки |
| ----- | -------------------- | ----------------- | ------------------- | ----------------------- | ------ |
| 1997  | Синтия Купер*        | США               | Защитник            | Хьюстон Кометс          | [ 1 ]  |
| 1998  | Синтия Купер* (2)    | США               | Защитник            | Хьюстон Кометс (2)      | [ 2 ]  |
| 1999  | Иоланда Гриффит*     | США               | Центровая           | Сакраменто Монархс      | [ 3 ]  |
| 2000  | Шерил Свупс*         | США               | Защитник / Форвард  | Хьюстон Кометс (3)      | [ 4 ]  |
| 2001  | Лиза Лесли*          | США               | Центровая           | Лос-Анджелес Спаркс     | [ 5 ]  |
| 2002  | Шерил Свупс* (2)     | США               | Защитник / Форвард  | Хьюстон Кометс (4)      | [ 6 ]  |
| 2003  | Лорен Джексон*       | Австралия         | Форвард / Центровая | Сиэтл Шторм             | [ 7 ]  |
| 2004  | Лиза Лесли* (2)      | США               | Центровая           | Лос-Анджелес Спаркс (2) | [ 8 ]  |
| 2005  | Шерил Свупс* (3)     | США               | Защитник / Форвард  | Хьюстон Кометс (5)      | [ 9 ]  |
| 2006  | Лиза Лесли* (3)      | США               | Центровая           | Лос-Анджелес Спаркс (3) | [ 10 ] |
| 2007  | Лорен Джексон* (2)   | Австралия         | Форвард / Центровая | Сиэтл Шторм (2)         | [ 11 ] |
| 2008  | Кэндис Паркер        | США               | Форвард / Центровая | Лос-Анджелес Спаркс (4) | [ 12 ] |
| 2009  | Дайана Таурази       | США               | Защитник            | Финикс Меркури          | [ 13 ] |
| 2010  | Лорен Джексон* (3)   | Австралия         | Форвард / Центровая | Сиэтл Шторм (3)         | [ 14 ] |
| 2011  | Тамика Кэтчингс*     | США               | Форвард             | Индиана Фивер           | [ 15 ] |
| 2012  | Тина Чарльз^         | США               | Центровая           | Коннектикут Сан         | [ 16 ] |
| 2013  | Кэндис Паркер (2)    | США               | Форвард / Центровая | Лос-Анджелес Спаркс (5) | [ 17 ] |
| 2014  | Майя Мур*            | США               | Форвард             | Миннесота Линкс         | [ 18 ] |
| 2015  | Елена Делле Донн     | США               | Форвард             | Чикаго Скай             | [ 19 ] |
| 2016  | Ннека Огвумике^      | США               | Форвард             | Лос-Анджелес Спаркс (6) | [ 20 ] |
| 2017  | Сильвия Фаулз*       | США               | Центровая           | Миннесота Линкс (2)     | [ 21 ] |
| 2018  | Брианна Стюарт^      | США               | Форвард / Центровая | Сиэтл Шторм (4)         | [ 22 ] |
| 2019  | Елена Делле Донн (2) | США               | Форвард             | Вашингтон Мистикс       | [ 23 ] |
| 2020  | Эйжа Уилсон^         | США               | Форвард             | Лас-Вегас Эйсес         | [ 24 ] |
| 2021  | Джонквел Джонс^      | Багамские Острова | Форвард / Центровая | Коннектикут Сан (2)     | [ 25 ] |
| 2022  | Эйжа Уилсон^ (2)     | США               | Форвард             | Лас-Вегас Эйсес (2)     | [ 26 ] |
| 2023  | Брианна Стюарт^ (2)  | США               | Форвард / Центровая | Нью-Йорк Либерти        | [ 27 ] |
| 2024  | Эйжа Уилсон^ (3)     | США               | Форвард             | Лас-Вегас Эйсес (3)     | [ 28 ] |